# Diane Brewster
Diane Brewster (Kansas City, 11 marzo 1931 – Studio City, 12 novembre 1991) è stata un'attrice statunitense.

## Filmografia parziale

### Cinema
- Lucy Gallant, regia di Robert Parrish (1955) - non accreditata
- Pharaoh's Curse, regia di Lee Sholem (1957)
- Petrolio rosso (The Oklahoman), regia di Francis D. Lyon (1957) - non accreditata
- Courage of Black Beauty, regia di Harold D. Schuster (1957)
- Giustizia senza legge (Black Patch), regia di Allen H. Miner (1957)
- Il robot e lo Sputnik (The Invisible Boy), regia di Herman Hoffman (1957)
- Quantrill il ribelle (Quantrill's Raiders), regia di Edward Bernds (1958)
- Inferno sul fondo (Torpedo Run), regia di Joseph Pevney (1958)
- Imputazione omicidio (The Man in the Net), regia di Michael Curtiz (1959)
- Lo stallone selvaggio (King of the Wild Stallions), regia di R.G. Springsteen (1959)
- I segreti di Filadelfia (The Young Philadelphians), regia di Vincent Sherman (1959)

### Televisione
- La pattuglia della strada (Highway Patrol) – serie TV, 1 episodio (1955)
- Studio 57 – serie TV, 2 episodi (1955-1957)
- Crusader – serie TV, episodio 1x19 (1956)
- I racconti del West (Dick Powell's Zane Grey Theater) – serie TV, 2 episodi (1957)
- Wire Service – serie TV, episodio 1x36 (1957)
- Harbor Command – serie TV, episodio 1x04 (1957)
- Tales of Wells Fargo – serie TV, 2 episodi (1957-1958)
- Il carissimo Billy (Leave It to Beaver) – serie TV, 5 episodi (1957-1958)
- Schlitz Playhouse of Stars – serie TV, 2 episodi (1957-1958)
- Maverick – serie TV, 4 episodi (1957-1958)
- The Restless Gun – serie TV, episodio 1x28 (1958)
- Target – serie TV, episodio 1x16 (1958)
- Cimarron City – serie TV, episodio 1x17 (1959)
- Bat Masterson – serie TV, 2 episodi (1959)
- Ricercato vivo o morto (Wanted: Dead or Alive) – serie TV, episodio 1x29 (1959)
- The Millionaire – serie TV, 3 episodi (1955-1960)
- The Islanders – serie TV, 24 episodi (1960-1961)
- The Best of the Post – serie TV, episodio 1x24 (1961)
- General Electric Theater – serie TV, 3 episodi (1958-1962)
- Cheyenne – serie TV, 4 episodi (1956-1962)
- Indirizzo permanente (77 Sunset Strip) – serie TV, 2 episodi (1962-1964)
- Death Valley Days – serie TV, 2 episodi (1956-1964)
- Carovane verso il West (Wagon Train) – serie TV, 3 episodi (1958-1965)
- Dakota (The Dakotas) – serie TV, episodio 1x08 (1963)
- Il fuggiasco (The Fugitive) – serie TV, 3 episodi (1963-1967)
- Sotto accusa (Arrest and Trial) – serie TV, episodio 1x16 (1964)
- Il ragazzo di Hong Kong (Kentucky Jones) – serie TV, episodio 1x01 (1964)
- Still the Beaver – film TV (1983)
- Still the Beaver – serie TV, 5 episodi (1983-1988)